# Tatrovice
Tatrovice – miasteczko i gmina w Czechach, w powiecie Sokolov, w kraju karlowarski. Według danych z dnia 1 stycznia 2014 liczyła 151 mieszkańców.